# Fosfor
Fosforul (din cuvintele grecești „phos”= lumină și „pherein”= a purta) este un element din tabelul periodic având simbolul P și numărul atomic 15. Are mai multe forme alotrope. Fosforul este prezent în membrana celulară sub formă de fosfolipide și reprezintă o parte integrantă a acizilor nucleici din ADN (acidul dezoxiribonucleic), participând în structura acestuia. O altă sarcina care îi revine este cea de substanță-tampon în echilibru acido-bazic sanguin, ajutând la stabilizarea valorii pH în sânge. Conținutul de fosfor din corp este de aproximativ 600–700 g; un procent de aproximativ 90 % din această valoare se regăsește în oase.

## Istoric
Fosforul a fost descoperit în anul 1669 de către alchimistul german Hennig Brand din Hamburg. Acesta supunea niște reziduri de urină la un proces de calcinare în retortă, în absența aerului. Fosfații din urină sufereau un proces de reducere sub influența carbonului format prin piroliza resturilor organice conținute. Ulterior, J. Kunckel în Germania și R. Boyle în Anglia redescopereau procesul de obținere. 
Hennig a descoperit proprietatea fosforului de a lumina în întuneric cu lumină albastră, numindu-l „foc rece”. 
Lavoisier intuiește pentru prima dată că fosforul este un element chimic. I. Gahnn (1770), iar apoi Scheele (1777) semnalează prezența elementului în oase. 

## Răspândire
Fosforul nu poate exista liber în natură deoarece are o mare afinitate pentru oxigen. Se găsește numai sub formă de compuși, mai ales fosfați. 
Principalul mineral care conține fosfor este apatitul. Totodată se află în corpul plantelor și animalelor sub formă de combinații anorganice(carapacea scoicilor, oasele vertebratelor) și sub formă de compuși organici (anumite proteine, fosfatidil-lipide și compuși zaharonucleofosforici din sânge, creier, păr, fibre musculare, gălbenuș de ou, lapte).

### Alotropia
Fosforul apare în mai multe modificații alotrope fundamentale, cum ar fi: fosfor alb, roșu, negru și violet, cele mai importante forme fiind fosforul alb și fosforul roșu. Fosoforul alb se aprinde la temperaturi reduse, fiind cel mai instabil alotrop, fiind utilizat ca armă chimică. Fosforul roșu se prezintă sub două forme cu densități diferite: fosfor roșu deschis și fosfor roșu închis. Acest alotrop poate fi obținut prin conversia termică a fosforului alb la 230oC-240oC în prezența unor catalizatori (iod, seleniu, plumb).

## Izotopi
Izotopii fosforului sunt utilizați in medicină.

## Proprietăți

### Proprietăți fizice
Fosforul alb este solubil în grăsimi (cu consecința toxicității), spre deosebire de fosforul roșu. Fosforul alb în stare solidă și lichidă are molecula formată din patru atomi de fosfor care ocupă  vârfurile unui tetraedru regulat. Unghiurile de valență de 60° sunt mici, indicând o tensionare considerabilă a moleculei, ceea ce ar explica marea reactivitate a fosforului alb.

### Proprietăți chimice
Spre deosebire de celelalte forme alotrope, fosforul alb este mult mai reactiv.  Se aprinde ușor în aer și arde cu flacără gălbuie, formând pentaoxidul de fosfor(P2O5), formula moleculară corectă fiind P4O10: P4 + 5 O2EXCES → P4O10. Datorită ușurinței de aprindere, fosforul alb se păstrează sub apă. Acesta luminează verzui și foarte slab în întuneric, în prezența oxigenului din aer și a umidității. Fenomenul este cauzat de oxidarea produșilor inferiori de oxidare ai fosforului (P2O5→P4O10), fenomen numit chimioluminiscență. Cu F, Cl, si Br reacționează cu aprindere sau explozie, iar cu I mai lent:
P4 + 6 Cl2→4PCl3; P4 + 10Cl2→4PCl5
Are loc o combinare lentă cu S la temperatura camerei și energică la temperatură ridicată:P4+6S→2P2S3; P4+10S→2P2S5
Reacția fosforului cu metale conduce la formarea fosfurilor: P4+ 6Mg→2Mg3P2
Reacția cu vaporii de apă formează acid fosforic și hidrogen la temperatură mai mare de 250 °C:8P+32H2O→8H3PO4+5H2↑

## Compuși
În natura fosforul nu poate exista de unul  singur, de aceea el formează compuși de apatit(Ca5(PO4)3F)  și fosforit(Ca3(PO4)2).

## Producere

### La scară industrială
Fosforul se obține prin reducerea sa, în absența aerului, din fosforită naturală, cu cărbune și cu nisip (SiO2), care formează CaSiO3 :
Ca3(PO4)2 + 5C + 3SiO2 → 3CaSiO3 + 2P + 5CO

## Utilizare
Fosforul este folosit la prepararea acidului fosforic, a chibriturilor, acizilor bromhidric, iodhidric, halogenurilor de fosfor, etc.
Fosforul (sub formă de fosfați) este unul dintre cei mai importanți trei nutrienți implicați în sinteza ATP. Cea mai mare parte a acidului fosforic produs este utilizat pentru obținerea îngrășămintelor fosforice.
O proprietate utilizabilă a fosforului este inflamabilitatea. Inflamabilitatea fosforului este foarte mare și depinde de modificarea alotropică.
Cea mai activă substanță chimică, toxică și inflamabilă a fosforului alb („galben”), de aceea este foarte des utilizată (în bombe incendiare etc.)..
Fosforul roșu este principala modificare produsă și consumată de industrie. Se folosește la producerea de chibrituri, explozivi, compuși incendiari, diferite tipuri de combustibil, precum și lubrifianți cu presiune extremă, ca produs de producție a lămpilor cu incandescență.

## Rolul elementului în fiziologia animalelor
Fosforul se găsește ca fosfat mineral în principal in oase si dinți dar participă in toate reacțiile chimice si fiziologice din organism. Este prezent la nivelul nucleotidelor acizilor nucleici fosforilați cu grupe fosfat formând așa-numitele legături chimice macroergice.
În plasma sanguină se găsesc fosfați minerali corespunzător la un conținut de 4-5 mg de fosfor per decilitru de plasmă.

## Toxicologie
Fiind solubil în grăsimi, fosforul alb este foarte otrăvitor. Având afinitate mare pentru oxigen determină dispariția lui din sânge. Introdus în stomac produce vărsături cu dureri mari și moarte. Ca antidot se recomandă oxid de magneziu, sulfat de cupru și altele.